# Pałubice
Pałubice (dodatkowa nazwa w j. kaszub. Pałëbice) – wieś kaszubska w Polsce położona w województwie pomorskim, w powiecie kartuskim, w gminie Sierakowice.
Wieś przy drodze 214, położona na północno-zachodnich krańcach Pojezierza Kaszubskiego i Kaszubskiego Parku Krajobrazowego, stanowi sołectwo Pałubice w którego skład wchodzą również miejscowość Migi. Na wschód od Pałubic znajduje się jezioro Kamienickie.
Wieś szlachecka położona była w II połowie XVI wieku w powiecie mirachowskim województwa pomorskiego. W latach 1975–1998 miejscowość administracyjnie należała do województwa gdańskiego.

## Historia
Pałubice, niemiecka nazwa Pallubitz, w dokumentach z XV wieku Paluwicz, dobra rycerskie w powiecie kartuskim mające w drugiej połowie XIX wieku stację pocztową i parafię katolicką w Sierakowicach, ewangelicką w Bukowin.
Według spisu z 1868 r. było tu 311 mieszkańców w tym: 141 katolików i 170 ewangelików. Domów mieszkalnych 26, gruntu 3210 mórg, łącznie z jeziorem obejmującym 347 morgi.

Do dóbr Pałubice należał także folwark Migi.

Za czasów krzyżackich płaciły Pałubice 1 grzywnę czynszu, miały prawo polskie, i podlegały wójtostwu mirachowskiemu. (ob. Zeitschrift des Westpreußischen Geschichtsvereins, VI, str. 56).
W wojnie 13-letniej właściciel tutejszych dóbr walczył przeciwko zakonowi co działo się w r. 1459 (tamże 113).
W 1552 r. wystawia Zygmunt August przywilej dla Pałubic. Według taryfy na symplę z roku 1717 pan Maciej Pałubicki płacił podatku 8 groszy (ob. Cod. Belnensis, str. 98).
Przed 1920 roku obowiązującą nazwą niemieckiej administracji dla Pałubic była Pallubitz. Od 1920 r. wieś ponownie znajdowała się w granicach Polski (powiat kartuski). Podczas okupacji niemieckiej w 1942 r. nazwa Pallubitz została przez nazistowskich propagandystów niemieckich (w ramach szerokiej akcji odkaszubiania i odpolszczania nazw niemieckiego lebensraumu) zweryfikowana jako zbyt kaszubska i przemianowana na nowo wymyśloną i bardziej niemiecką – Pallendorf.